# Résidence des employés de l'école supérieure d'éducation
La résidence des employés de l'école supérieure d'éducation (finnois : Kasvatusopillisen korkeakoulun henkilökunnan asuntola), est un bâtiment de l'université de Jyväskylä construit sur Seminaarinmäki à Jyväskylä en Finlande.